# Margarito Ramírez
Margarito Ramírez Miranda (Atotonilco el Alto, Jalisco; 22 de febrero de 1891 - Guadalajara, Jalisco; 2 de febrero de 1979) fue un controvertido ferrocarrilero y político mexicano, que fue gobernador de Jalisco y por 14 años del Territorio de Quintana Roo y gerente general de los Ferrocarriles Nacionales de México y dueño del Parque los Chorritos 

## Biografía
En 1908, a los 17 años, ingresó a los ferrocarriles como garrotero. En 1911 ya era conductor, y jefe de trenes y superintendente de División en 1916 y 1920, respectivamente.
Su carrera política arranca en 1927 al ser electo, merced al apoyo de Álvaro Obregón, gobernador interino de Jalisco. Estuvo en ese puesto hasta 1929. Después, hasta 1940, fue diputado hasta en cinco ocasiones, y senador, una: en la XXXVI Legislatura de 1932 a 1936. Al tiempo que ocupaba un escaño en el Senado, ocupaba el cargo de superintendente de los Ferrocarriles Nacionales de México.
De 1936 a 1937 fue director del penal en las Islas Marías.
Es fama que debió los puestos públicos que desempeñó a la gratitud de Álvaro Obregón quien, con ello, recompensaba un favor prestado en 1920. cuando Ramírez sacó a Obregón, disfrazado de ferrocarrilero de la Ciudad de México rumbo a Guerrero, cuando pendía sobre el una orden de arresto por parte del gobierno de Venustiano Carranza que pensaba así impedirle llegar a la Presidencia.
Su paso por la gerencia general de los Ferrocarriles Nacionales no fue tampoco afortunada ni fructífera.  Las cosas subieron de tono al producirse un choque de trenes el 2 de enero del siguiente año, entre las estaciones Endó y Carrasco, en el cual murieron seis personas y quedaron heridas veinte. Pocos días después, el 7 de enero, se produjo un paro de cinco horas en todo el país. El 18 de febrero de 1944 Margarito Ramírez hubo de presentar su renuncia a la gerencia general de Ferrocarriles, dado que no logró apaciguar los ánimos ni entenderse con el sindicato ferrocarrilero.
Habiendo sido nombrado gobernador de Quintana Roo el 1 de abril de 1944, y fungiendo como presidente del Consejo de Administración de la Federación de Cooperativas, se creó, a petición suya, una sección maderera que vendió millones de pies de madera a la Freighber Mahogany Co. 
La preparatoria regional de la Universidad de Guadalajara en el municipio de Atotonilco el Alto lleva el nombre de Margarito Ramírez Miranda. 
- Datos: Q1907711